# Большие Исады
Больши́е Иса́ды (в речи местных жителей часто просто Больши́е) — один из исторических районов Астрахани, расположен в восточной трети безымянного искусственного острова, образованного каналом имени Варвация, Волгой, Кутумом и Царёвом. Ограничен улицей Победы, Красной набережной и набережной 1 Мая. Через район проходят улицы Свердлова, Чалабяна, 3-я Интернациональная и другие. Иногда к Большим Исадам также относят полуостров Ямгурчев, расположенный на противоположном берегу Кутума к юго-востоку от основной части квартала.
На территории района компактно проживают представители дагестанских народов и мигранты из стран Центральной Азии.

## История
Название района происходит от одноимённого рынка, появившегося в XVI — XVII веках и действующего до сих пор. Исад — диалектное обозначение пристаней и торговых площадей, расположенных около рек, происходит от глагола «иссаживаться», то есть сходить на берег.

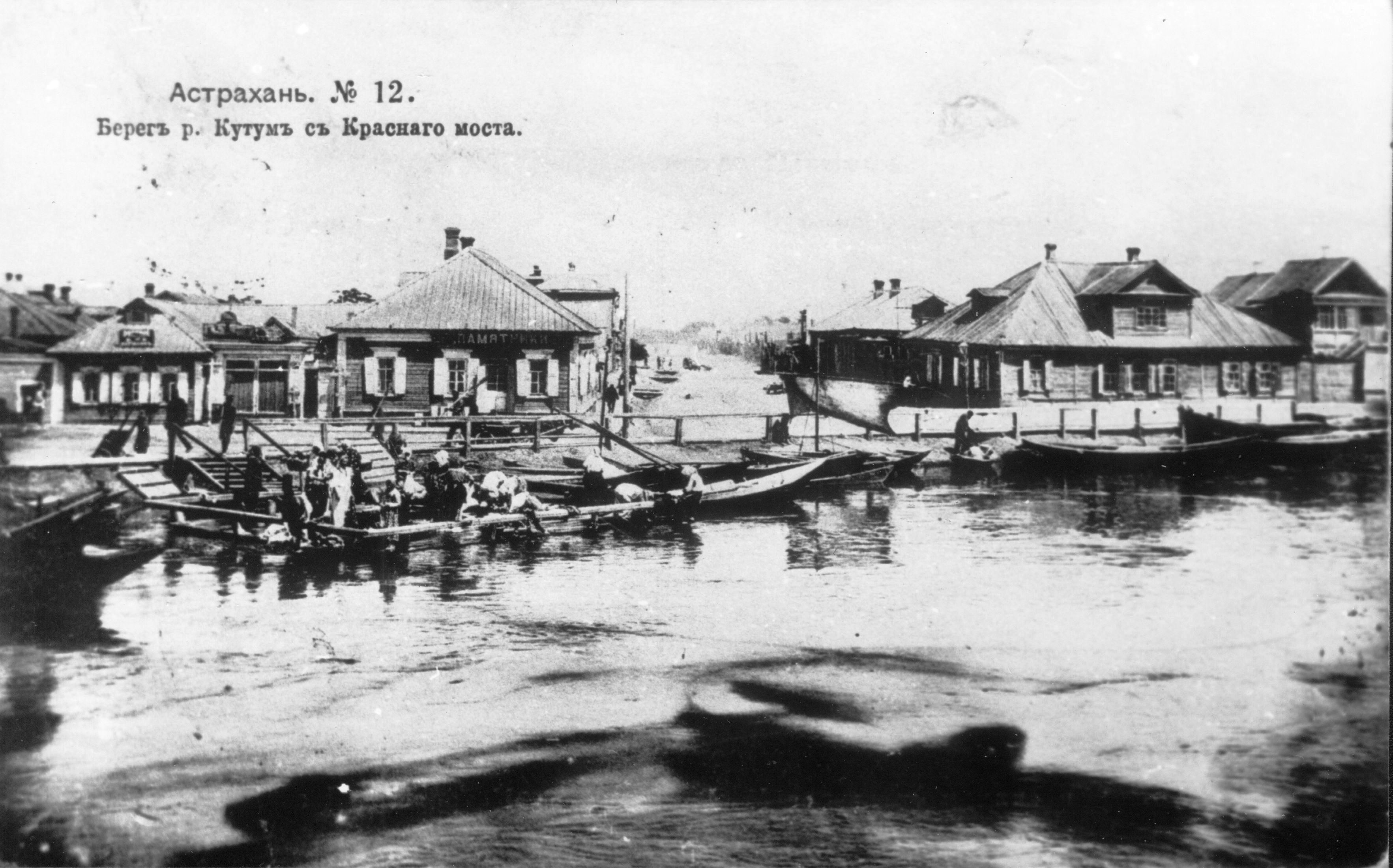
Берег Кутума. Вид с Красного моста на Большие Исады 1917 г.

## Застройка
Значительную часть застройки составляют малоэтажные здания дореволюционного периода, в том числе большое количество памятников архитектуры. На улице Бабушкина расположен единственный в Астрахани католический храм Успения Богородицы, один из старейших в России. К территории рынка также примыкает историческая Красная мечеть.

## Фотогалерея

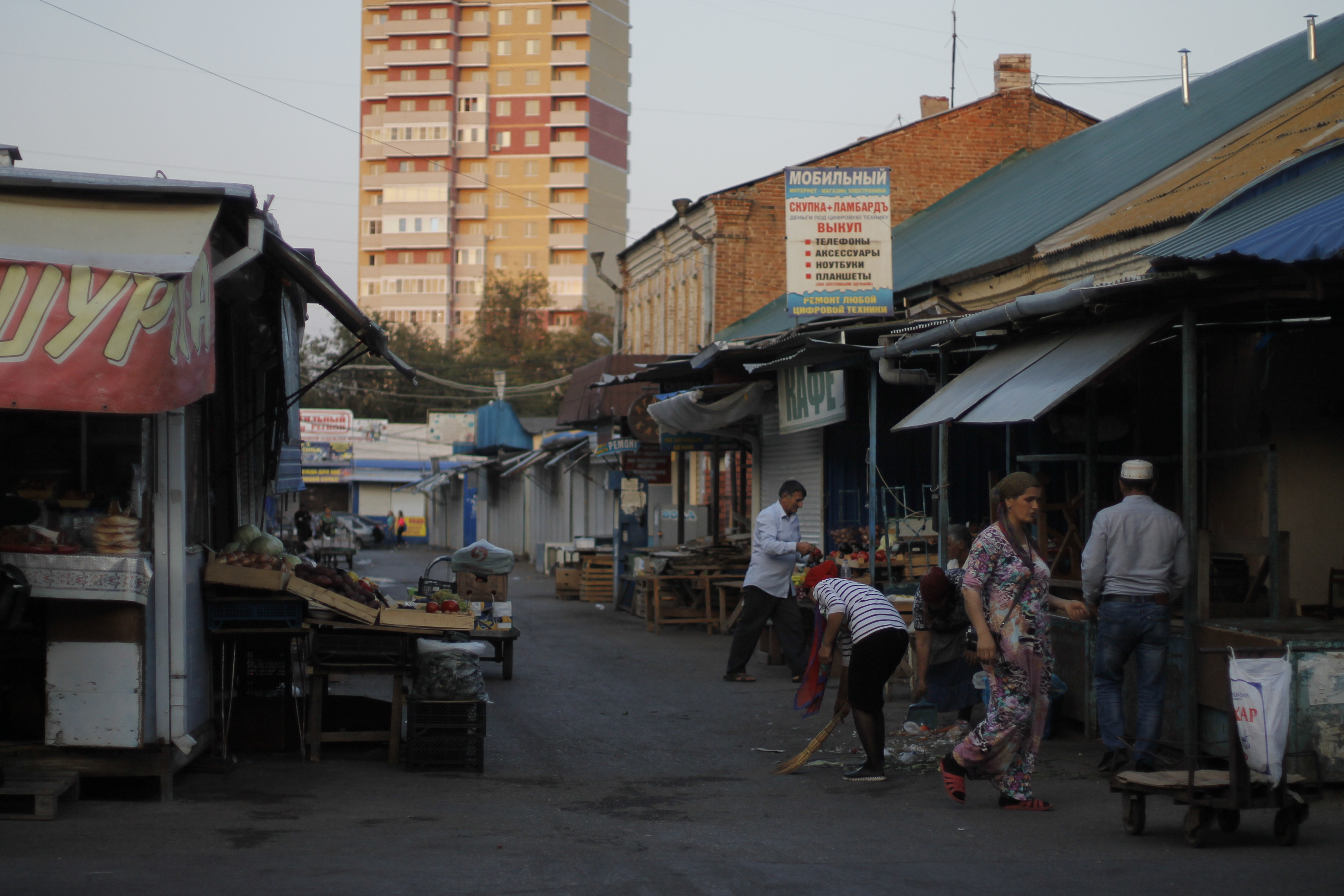
Торговые ряды на Больших Исадах
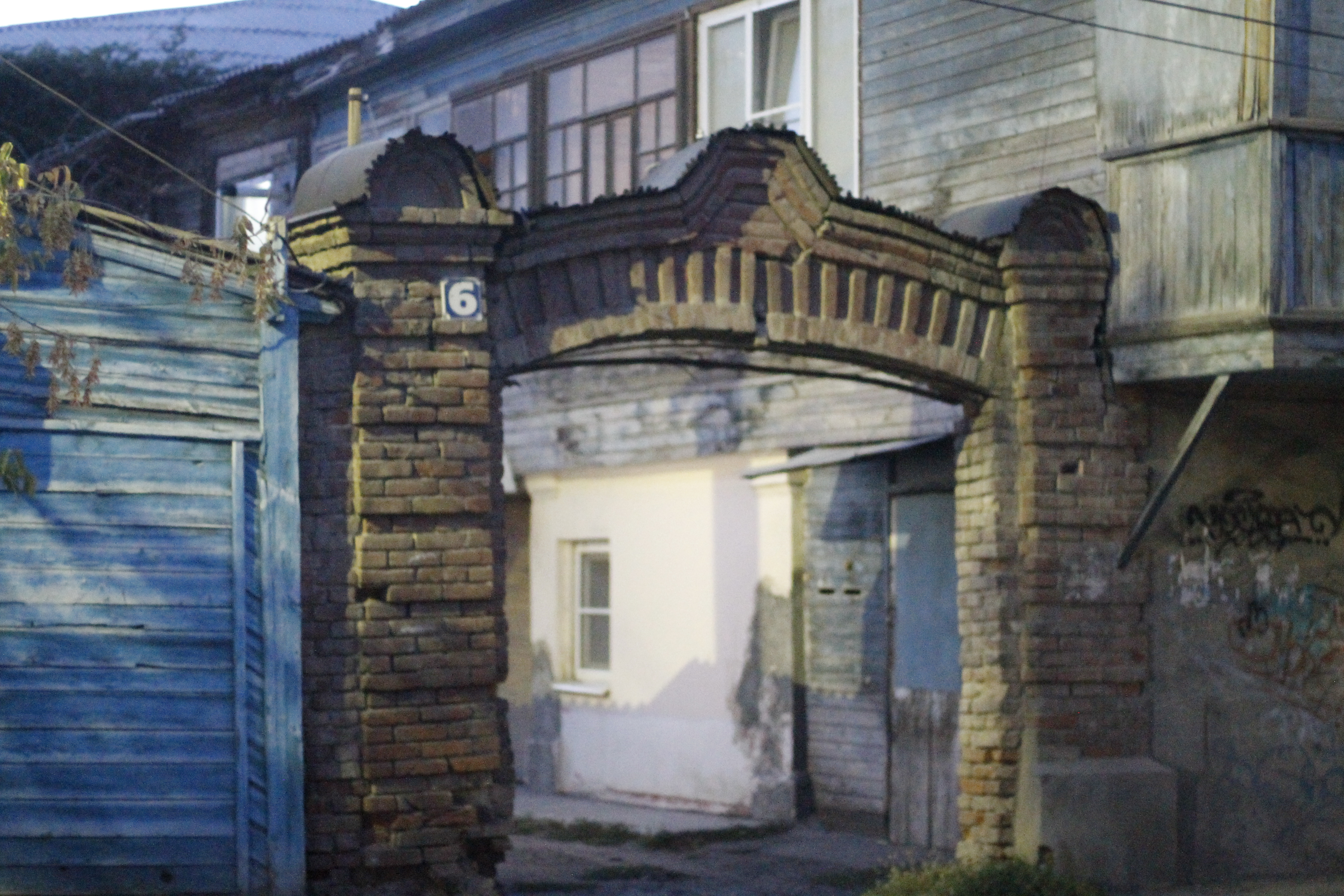
Дореволюционное здание недалеко от рынка
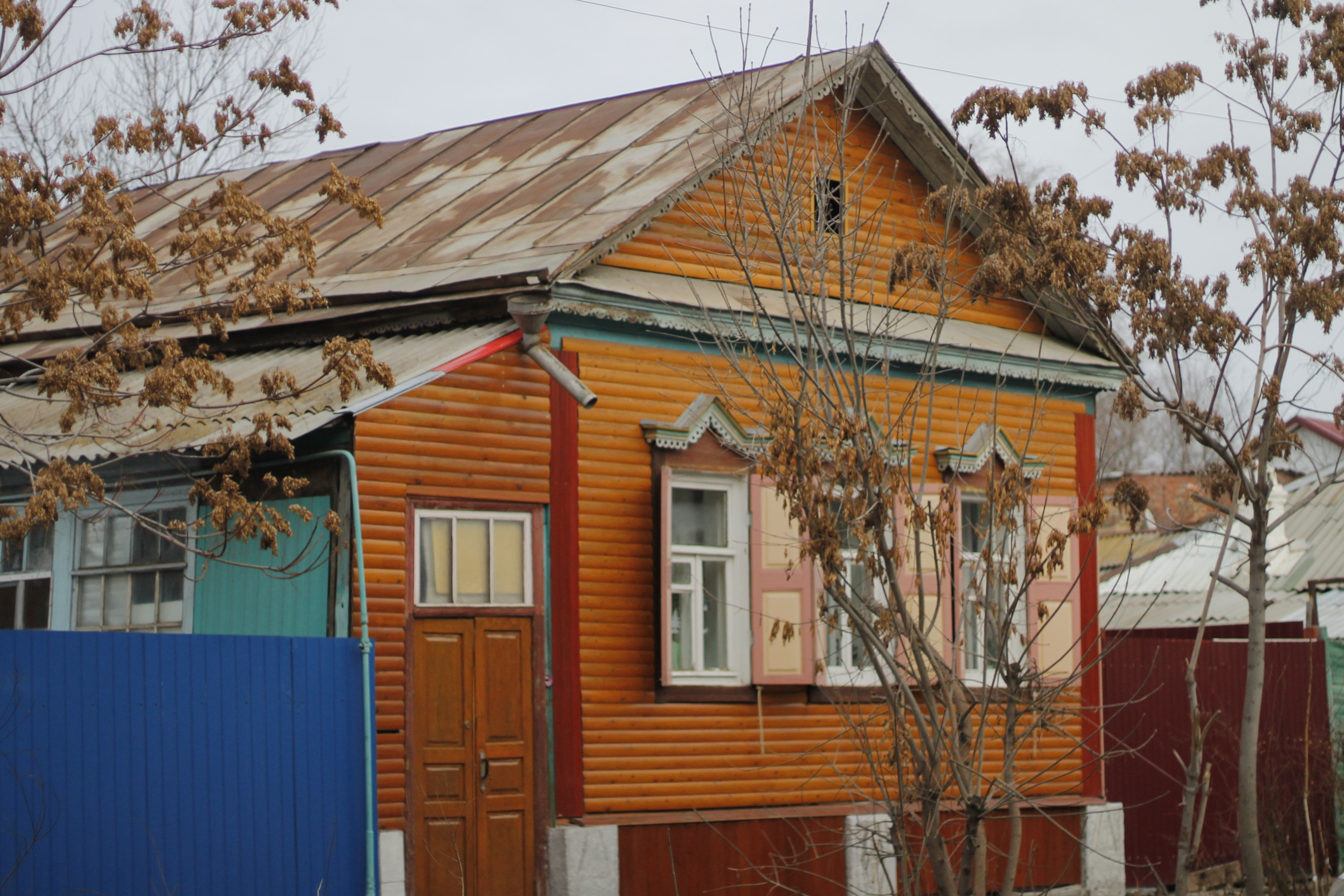
Дом 3 по улице Маяковского
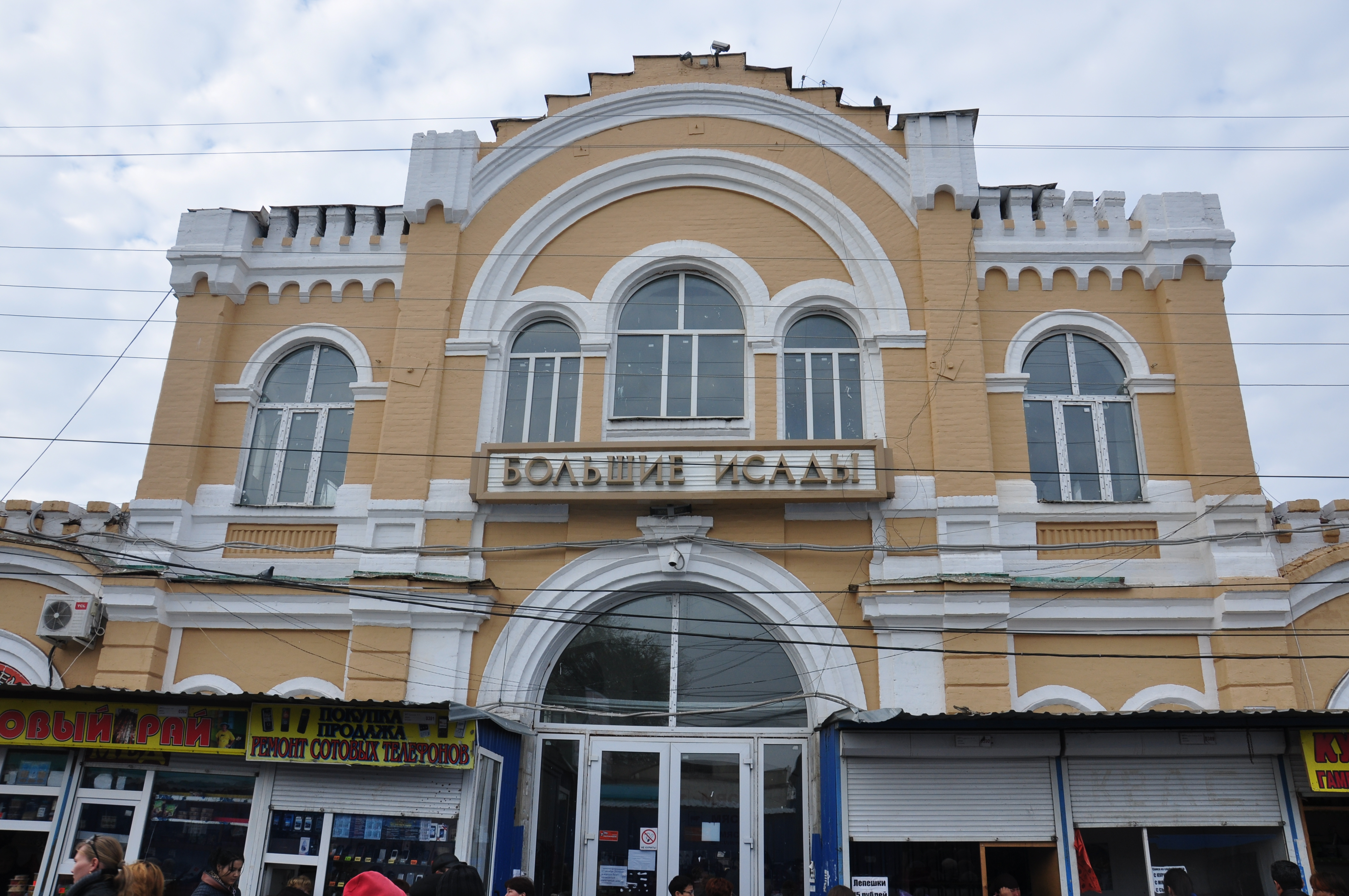
Здание корпуса на Больших Исадах, Красная Набережная, 102
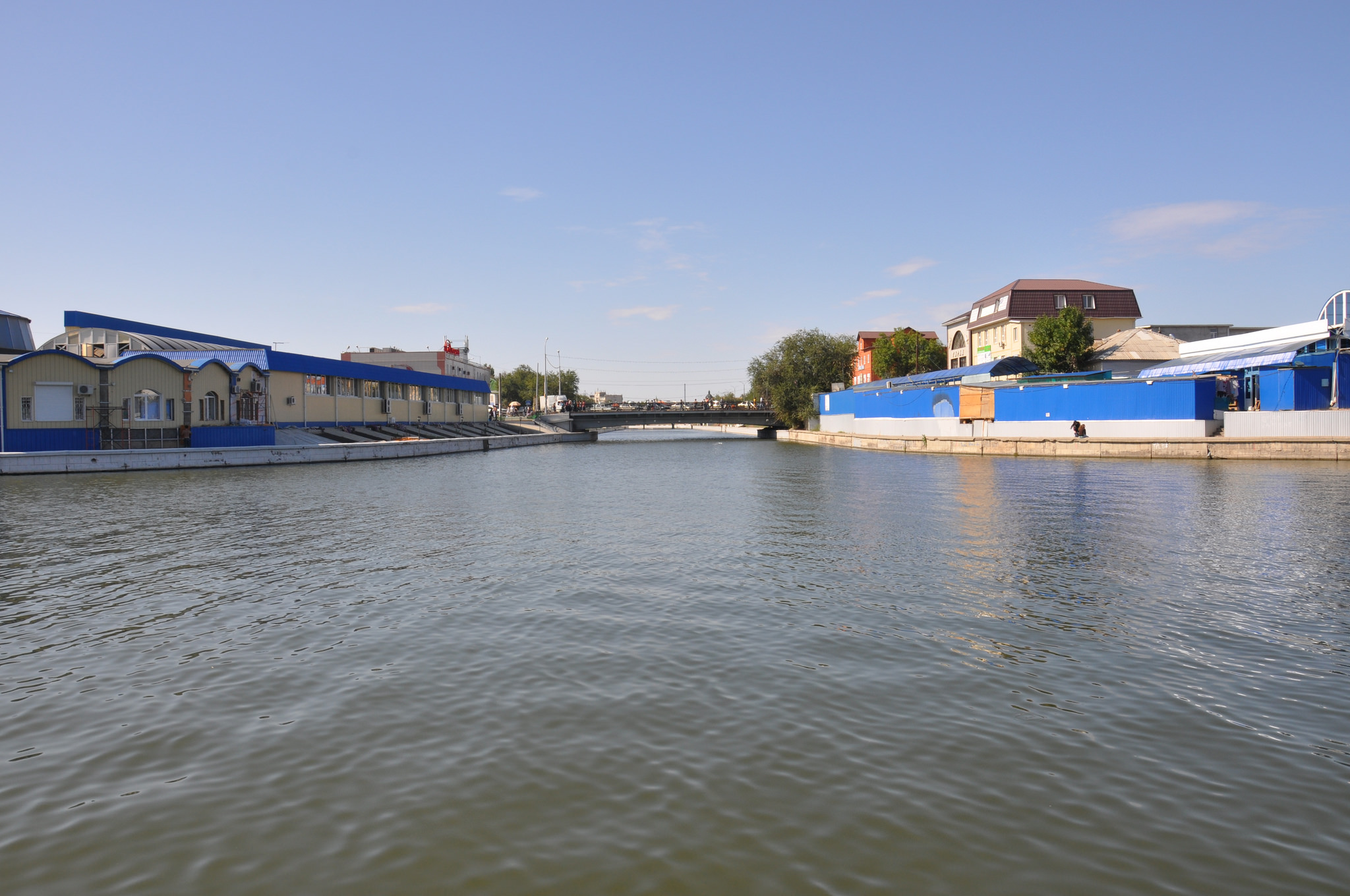
Кутум, слева ТЦ Маяк и Московский, впереди Ивановский мост, справа торговые ряды, вдоль Кутума проходит улица Набережная 1 Мая